# Freddy Fazbear
Freddy Fazbear is een fictief personage en de primaire antagonist in de "Five Nights at Freddy's" (FNAF) serie van videospellen, gecreëerd door Scott Cawthon. Freddy Fazbear dient als de mascotte van Freddy Fazbear's Pizza, een gezinsvriendelijke pizzeria, en is een van de verschillende animatronic personages die 's nachts tot leven komen met sinistere bedoelingen.

## Oorsprong en concept
Het personage Freddy Fazbear werd bedacht door Scott Cawthon, een onafhankelijke videospelontwikkelaar, als onderdeel van de "Five Nights at Freddy's" serie, die debuteerde op 8 augustus 2014. Cawthon ontwierp het spel na negatieve feedback over de onbedoeld angstaanjagende karakterontwerpen in zijn vorige spel, "Chipper & Sons Lumber Co." Door de horrorelementen te omarmen, creëerde Cawthon FNAF, waarin spelers moeten overleven tegen bezeten animatronics in een pizzeria.
De inspiratie voor Freddy en de andere animatronics kwam voort uit Cawthons interesse in animatronics die te vinden zijn in familie-entertainmentcentra, bijvoorbeeld bij Chuck E. Cheese. De combinatie van kindvriendelijke ontwerpen met horrorelementen was de sleutel tot de unieke aantrekkingskracht van de serie.

## Karakterbeschrijving
Freddy Fazbear is een animatronic beer, gekenmerkt door zijn bruine vacht, hoge hoed, zwarte strik en een handmicrofoon. Hij wordt doorgaans gezien als de leadzanger van de animatronic band bij Freddy Fazbear's Pizza. Freddy's uiterlijk en persoonlijkheid kunnen enigszins veranderen in verschillende spellen in de serie, maar hij wordt over het algemeen afgebeeld als een centraal en dreigend figuur onder de animatronics.
Freddy's verschillende iteraties in de serie omvatten:
- Classic Freddy: De oorspronkelijke versie met een simplistisch ontwerp, bruine vacht en een vriendelijke uitstraling die 's nachts dreigend wordt. Ook is zijn signature line ''har har har''
- Withered Freddy: Een beschadigde versie van Freddy uit "Five Nights at Freddy's 2" met ontbrekende delen en blootliggende endoskelet.
- Toy Freddy: Een meer gepolijste en kindvriendelijke versie van Freddy, ook uit het tweede spel, met een glanzender uiterlijk.
- Phantom Freddy: Een verbrande en spookachtige versie die verschijnt in "Five Nights at Freddy's 3".
- Nightmare Freddy: Een angstaanjagende, nachtmerrieachtige versie uit "Five Nights at Freddy's 4" met kleinere, sinistere tegenhangers, bekend als Freddles.
- Funtime Freddy: Een opnieuw ontworpen versie met een kleurrijker uiterlijk en een handpop genaamd Bon-Bon, te zien in "Five Nights at Freddy's: Sister Location".
- Rockstar Freddy: Een versie die verschijnt in "Freddy Fazbear's Pizzeria Simulator" met een ster op zijn borst en een meer theatraal ontwerp.
- Lefty: Een schaduwachtige en mysterieuze versie van Freddy geïntroduceerd in "Freddy Fazbear's Pizzeria Simulator".

## Rol in de FNAF serie
In het oorspronkelijke "Five Nights at Freddy's" spel, nemen spelers de rol aan van een nachtbeveiligingsagent bij Freddy Fazbear's Pizza. Het doel is om vijf nachten te overleven, van middernacht tot 6 uur 's ochtends, terwijl ze vermijden gevangen en gedood te worden door Freddy en andere animatronics, waaronder Bonnie the Bunny, Chica the Chicken, en Foxy the Pirate Fox. Freddy wordt actiever naarmate de nachten vorderen, vaak in het donker verschijnend en dichter bij het kantoor van de speler komend.
Gedurende de serie evolueert Freddy's rol, met verschillende achtergronden en mechanismen die aan zijn karakter zijn gekoppeld:
- Five Nights at Freddy's 2: Geplaatst als een prequel, introduceert Withered Freddy en Toy Freddy, waarbij spelers meerdere animatronics moeten beheren met nieuwe spelmechanismen.
- Five Nights at Freddy's 3: Speelt zich af in een horrorattractie gebaseerd op de gebeurtenissen van de vorige spellen, met Phantom Freddy als een van de hallucinatoire antagonisten.
- Five Nights at Freddy's 4: Verschuift naar een nachtmerriescenario in een kinderkamer, met Nightmare Freddy en Freddles die nieuwe uitdagingen vormen voor de speler.
- Five Nights at Freddy's: Sister Location: Verkent een andere locatie met Funtime Freddy die een belangrijke rol speelt in de ondergrondse faciliteit.
- Freddy Fazbear's Pizzeria Simulator: Combineert tycoon-stijl gameplay met survival horror, en introduceert Rockstar Freddy en Lefty.

## Uitgebreid Universum
Het succes van de FNAF spellen heeft geleid tot een uitgebreid universum dat romans, merchandise en een aankomende verfilming omvat:
- Boeken: De serie heeft verschillende romans geïnspireerd, waaronder "Five Nights at Freddy's: The Silver Eyes," "The Twisted Ones," en "The Fourth Closet," die dieper ingaan op de lore van Freddy Fazbear en de bezeten pizzeria. Deze boeken bieden alternatieve verhaallijnen en uitgebreide achtergronden voor de personages.
- Merchandise: Freddy Fazbear en andere personages uit de serie zijn te zien in verschillende merchandise, waaronder actiefiguren, knuffels, kleding en verzamelobjecten. Door de populariteit van het merk zijn deze items zeer gewild bij fans.
- Filmadaptatie: Een verfilming van "Five Nights at Freddy's" verscheen in 2023, met Scott Cawthon nauw betrokken om ervoor te zorgen dat de film trouw blijft aan de sfeer en het verhaal van het spel. De film is bedoeld om de angstaanjagende ervaring van het overleven tegen Freddy en zijn animatronic metgezellen naar het grote scherm te brengen.

## Culturele impact
Freddy Fazbear en de "Five Nights at Freddy's" serie hebben een significante culturele impact gehad, vooral in de horror- en indie gaming gemeenschappen. De unieke mix van spanning, strategie en jump scares in de spellen heeft een toegewijde fanbase verzameld en heeft een breed scala aan fan-gecreëerde inhoud geïnspireerd, waaronder kunstwerken, muziek en fanfictie. Freddy Fazbear is uitgegroeid tot een iconische figuur in de moderne horror gaming, en symboliseert het potentieel van indie games om mainstream succes te behalen.
De invloed van de serie strekt zich uit buiten gaming, met thema's van bezeten technologie en kinderlijk onschuld die worden verdraaid resoneren in verschillende media. Freddy Fazbear's Pizza is een symbool geworden van het unheimliche, waar het vertrouwde en geruststellende wordt verdraaid tot iets angstaanjagends en onvoorspelbaars.